# Michel Henry
Pour les articles homonymes, voir Michel Henry (homonymie) et Henry.
Michel Henry est un philosophe et un romancier français né le 10 janvier 1922 à Haïphong (actuel Viêt Nam) et mort le 3 juillet 2002 à Albi (France). Son œuvre appartient au courant de la phénoménologie française du XXe siècle. Ses archives sont conservées à l'Institut supérieur de philosophie de l'Université catholique de Louvain.

## La vie et l'œuvre de Michel Henry

### Biographie de Michel Henry
Quand on lui demandait de se présenter, Michel Henry disait, : « Je viens d'ailleurs et même de nulle part. » Il est né au Viêt Nam (alors Indochine) et devient orphelin à dix-sept jours, son père, un officier de marine qui était pilote du port de Haiphong, se tuant dans un accident de voiture. Sa mère rentre en France alors qu'il a sept ans, d'abord à Lille, où il vit chez son grand-père qui était musicien, compositeur et directeur du conservatoire. Sa mère elle-même était pianiste, il passe ainsi son enfance dans un milieu imprégné de musique classique. Il fait ensuite ses études à Paris au lycée Henri-IV. En juin 1943, il s’engage dans la Résistance et il rejoint le maquis du Haut Jura sous le nom de code de Kant, et devra redescendre de la montagne pour accomplir ses missions dans Lyon occupé par les Allemands et quadrillé par les nazis, une expérience de la clandestinité qui va profondément marquer sa philosophie.
À l’issue de la guerre, il passe l’agrégation de philosophie (1944), puis se consacre à la préparation d’une thèse sous la direction de Jean Hyppolite, Jean Wahl, Paul Ricœur, Ferdinand Alquié et Henri Gouhier. Il a consacré une dizaine d'années à la rédaction de sa thèse principale sur L’essence de la manifestation, qui a été publiée en 1963, et dans laquelle il a cherché, en s'inscrivant dans le fil de Kant, Fichte, Hegel, Husserl et Heidegger, mais aussi en s'appuyant notamment sur Maître Eckhart, à surmonter la principale lacune de toute philosophie intellectualiste, qui est simplement d'après lui l’ignorance de la vie réelle des individus vivants, telle que chacun(e) l’éprouve de l'intérieur et la vit concrètement dans sa propre chair affective, c'est-à-dire d'un point de vue purement subjectif. La rédaction de sa thèse secondaire consacrée à Maine de Biran, intitulée Philosophie et phénoménologie du corps a été terminée dès 1950, mais publiée seulement en 1965 pour des raisons universitaires.
Après avoir enseigné au lycée de Casablanca, au lycée d'Alger puis, en 1953-1954 à la faculté d'Aix-en-Provence comme assistant, Michel Henry a été, à partir de 1960, professeur de philosophie à l’Université de Montpellier où il a patiemment édifié son œuvre à l’écart des modes philosophiques et loin des idéologies dominantes,. Le sujet unique de sa philosophie, c’est la subjectivité vivante, c’est-à-dire la vie réelle des individus vivants, cette vie qui traverse toute son œuvre et qui en assure la profonde unité en dépit de la diversité des thèmes abordés. Ceux et celles qui ont suivi ses cours à l'Université Paul Valéry de Montpellier se souviennent de sa rigueur et de sa puissance intellectuelle. Ses analyses sur Husserl, particulièrement originales, font date dans l'histoire de la réception de la phénoménologie en France et dans le monde.
Son roman L'Amour les yeux fermés a obtenu le prix Renaudot en 1976.
Son épouse Anne Pécourt fut professeur de littérature française à l'université Montpellier-III.

### Présentation de sa philosophie

#### Une phénoménologie de la vie
Le travail de Michel Henry est fondé sur la phénoménologie, qui est la science du phénomène. Le mot français "phénomène" vient du grec "phainomenon" qui désigne « ce qui se montre en venant dans la lumière ». L'objet de la phénoménologie n’est cependant pas ce qui apparaît, telle chose ou tel phénomène particulier, mais l'acte même d'apparaître. Sa réflexion le conduit au renversement de la phénoménologie de Husserl, qui ne connaîtrait comme phénomène que l'apparaître du monde, c'est-à-dire l'extériorité. Michel Henry oppose à cette conception de la phénoménalité une phénoménologie radicale de la vie.
Michel Henry définit la vie d'un point de vue phénoménologique comme ce qui possède la faculté et le pouvoir de « se sentir et de s'éprouver soi-même en chaque point de son être ». Pour lui, la vie est essentiellement force et affect, elle est par essence invisible, elle consiste en une pure épreuve de soi qui oscille en permanence entre la souffrance et la joie, elle est un passage toujours recommencé de la souffrance à la joie. La pensée n'est pour lui qu'un mode de la vie car ce n’est pas la pensée qui nous donne accès à la vie, mais c’est la vie qui permet à la pensée d’accéder à soi.
La vie ne se voit pas de l’extérieur, elle n’apparaît jamais dans l’extériorité du monde. La vie se sent et s’éprouve elle-même dans son intériorité invisible et dans son immanence radicale. Dans le monde nous ne voyons jamais la vie elle-même, mais seulement des êtres vivants ou des organismes vivants, nous ne pouvons pas voir la vie en eux. De même qu’il est impossible de voir l’âme d’autrui avec nos yeux ou de l’apercevoir au bout de notre scalpel.
La vie n’est pas son propre fondement, nous ne nous sommes pas apportés nous-mêmes et par nos propres moyens dans la condition de vivant, la vie nous est donnée en permanence sans que nous y soyons pour rien. Nul ne s'est jamais donné la vie. Nous subissons la vie dans une passivité radicale, nous sommes réduits à la supporter à chaque instant comme ce que nous n’avons pas voulu, c’est cette passivité radicale de la vie qui est le fondement et la cause de la souffrance,. Dans le même temps, le simple fait de vivre, d’être vivant et de se sentir soi-même plutôt que de n’être rien et de ne pas exister est déjà la plus grande joie et le plus grand des bonheurs. La souffrance et la joie appartiennent à l’essence de la vie, elles sont les deux tonalités affectives fondamentales de sa manifestation et de son auto-révélation pathétique.
Pour Michel Henry, la vie n’est pas une substance universelle, aveugle, impersonnelle et abstraite, elle est nécessairement la vie personnelle et concrète d’un individu vivant, elle porte en elle une ipséité qui lui est consubstantielle et qui désigne le fait d’être soi-même, le fait d’être un Soi. Qu’il s’agisse de la vie personnelle et finie des hommes, ou de la vie personnelle et infinie de Dieu. Pour Michel Henry, la vie des hommes est en effet une vie finie, car elle est marquée par un manque fondamental qui se manifeste en particulier dans la souffrance, dans l'insatisfaction ou dans le désir,.

#### Une théorie de la subjectivité
Alors que la question de l'être reprenait de l'importance en France dans la postérité de Heidegger, et que la question du sujet était relancée, Michel Henry a su combiner les apports les plus vivants de la philosophie pour produire ce qui reste aujourd'hui le dernier système philosophique complet,. La vie ou « vie phénoménologie absolue » est le socle ou le fondement de ce système philosophique, elle en est le présupposé radical et le principe indéductible, et donc l'essence ou le fondement de toute vérité selon Michel Henry. La vie échappe ainsi par essence et d’après lui à toute mise à distance, à toute transcendance, confondant dans l'unité d'une épreuve la puissance spéculative d'un principe et la présence matérielle d'une expérience.
Qu'elle soit brimée ou niée, retournant ses forces contre elle-même, ou qu'elle se déploie au contraire librement comme dans l'art, dans l'amour ou dans le travail,, la vie à travers ses multiples manifestations focalise toutes les préoccupations de la pensée de Michel Henry. La phénoménologie atteint donc d’après Michel Henry ses limites, puisque la texture même du phénoménal ou de la phénoménalité et sa simple manifestation nous renvoie sans cesse à la réalité intérieure et à l'effectivité de la vie, qu'elle nécessite à titre de condition de possibilité. C'est le sens du titre de l'ouvrage principal de Michel Henry, L'essence de la manifestation : le monde ne se déploie que devant un sujet, qui ne découvre cet espace d'extériorité que parce qu'il est d'abord en relation de passivité à l'égard de lui-même, comme vivant.
Mais il est important de préciser et même de souligner que pour Michel Henry, l’homme est un être incarné, il ne se réduit pas à un « pur esprit qui survole le monde » ou à un « sujet désincarné, comme le spectateur kantien des Paralogismes ». Et que pour lui, la subjectivité se confond avec le corps, qui ne se réduit pas du tout à un corps extérieur et objectif tel qu’il apparaît dans le monde, mais qui est au contraire et en réalité un corps subjectif et vivant qui se révèle en permanence à nous de l’intérieur au travers du mouvement et du sentir et par lequel nous pouvons agir sur le monde extérieur ,.
D’après certains de ses admirateurs les plus fervents, Michel Henry aurait même proposé « la théorie de la subjectivité la plus profonde du XXe siècle » [réf. nécessaire].

#### Les deux modes de manifestation
Il existe selon Michel Henry deux modes de manifestation des phénomènes qui sont deux façons d’apparaître : l’extériorité qui est le mode de manifestation du monde visible, et l’intériorité phénoménologique qui est le mode de manifestation de la vie invisible. Notre corps par exemple nous est donné de l’intérieur dans la vie, ce qui nous permet par exemple de bouger notre main ou de la sentir, et il nous apparaît également de l’extérieur comme n’importe quel autre objet que l’on peut voir dans le monde.
L’invisible dont il est question ici ne correspond pas à ce qui est trop petit pour être vu à l’œil nu ou à des rayonnements auxquels l'œil n’est pas sensible, mais à cette vie à jamais invisible parce qu’elle est radicalement immanente et qu’elle n’apparaît jamais dans l’extériorité du monde : personne n’a jamais vu une force, une pensée ou un sentiment dans leur réalité intérieure apparaître dans le monde, personne ne les a jamais trouvés en creusant les couches d’argile du sol.
Certaines de ses affirmations semblent à première vue paradoxales et difficiles à comprendre, non seulement parce qu’elles sont extraites de leur contexte, mais surtout à cause de nos habitudes de pensée qui nous conduisent à réduire toute chose à son apparence visible dans le monde au lieu de chercher à atteindre sa réalité invisible dans la vie. C’est cette séparation entre l’apparence visible et la réalité invisible qui permet la dissimulation de nos véritables sentiments et qui fonde la possibilité de la feinte et de l’hypocrisie qui sont des formes de mensonges.

#### La Vérité absolue de la Vie
Michel Henry nous explique dans son livre C’est moi la Vérité. Pour une philosophie du christianisme ce que le christianisme considère comme étant la Vérité et qu’il appelle la Vérité de la Vie. Il montre que cette conception chrétienne de la Vérité s’oppose à ce que les hommes considèrent habituellement comme la vérité, qui est issu de la pensée grecque et qu’il appelle la vérité du monde. Mais qu’est-ce que la vérité ? La vérité, c’est ce qui se montre et qui prouve ainsi sa réalité par sa manifestation effective en nous ou dans le monde,.
La vérité du monde désigne une vérité extérieure et objective, une vérité dans laquelle toute chose apparaît sous la forme d’un objet visible devant notre regard et à distance de nous, c’est-à-dire sous la forme d’une représentation qui est distincte de ce qu’elle montre : lorsque nous regardons une pomme, ce n’est pas la pomme en elle-même que nous voyons mais une simple image de la pomme qui apparaît dans notre sensibilité et qui va changer selon l’éclairage ou notre angle de vue. De même lorsque nous regardons le visage d’une personne, ce n’est pas cette personne en elle-même que nous percevons, mais une simple image de son visage, son apparence visible dans le monde. Selon cette conception de la vérité, la vie n’est qu’un ensemble de propriétés objectives, caractérisé par exemple par le besoin de se nourrir ou par l’aptitude à se reproduire.
Dans le christianisme, la Vie est ramenée à sa réalité intérieure qui est absolument subjective et radicalement immanente. La Vie considérée dans sa réalité phénoménologique, c’est tout simplement la faculté et le pouvoir subjectif de sentir des sensations, de petits plaisirs ou de grandes peines, d’éprouver des désirs ou des sentiments, de mouvoir notre corps de l’intérieur en exerçant un effort subjectif, ou même de penser,. Toutes ses facultés possèdent la caractéristique fondamentale d’apparaître et de se manifester en elles-mêmes, sans écart ni distance, nous ne les percevons pas à l’extérieur de notre être ou devant notre regard, mais seulement en nous : nous coïncidons avec chacun de ces pouvoirs. La Vie est en elle-même un pouvoir de manifestation et de révélation, et ce qu’elle manifeste c’est elle-même, dans son auto-révélation pathétique. Un pouvoir de révélation qui est à l’œuvre en nous en permanence et que nous oublions constamment,.
La Vérité de la Vie est absolument subjective, c’est-à-dire qu’elle est indépendante de nos croyances et de nos goûts subjectifs : la perception d’une sensation colorée ou d’une douleur par exemple n’est pas une question de préférence personnelle, c’est un fait et une expérience intérieure incontestable qui relève de la subjectivité absolue de la Vie. La Vérité de la Vie ne diffère donc en rien de ce qu’elle rend vrai, elle n’est pas distincte de ce qui se manifeste en elle. Cette Vérité est la manifestation elle-même dans sa pure révélation intérieure : c’est cette Vie que le christianisme appelle Dieu,.
La Vérité de la Vie n’est pas une vérité relative variable d’un individu à l’autre, mais la Vérité absolue qui fonde de l’intérieur chacune de nos facultés et chacun de nos pouvoirs, et qui éclaire la moindre de nos impressions. Cette Vérité de la Vie n’est pas une vérité abstraite et indifférente, elle est au contraire pour l’homme ce qu’il y a de plus essentiel, puisque c’est elle seule qui peut le conduire au salut en s’identifiant intérieurement à elle et en devenant Fils de Dieu, au lieu de se perdre dans le monde,,.

#### Dieu ou l'essence de la Vie
Pour Michel Henry, Dieu n'est rien d'autre que la vie phénoménologique absolue qui donne en permanence chaque ego à lui-même et qui se révèle à nous dans la souffrance comme dans la jouissance de soi, :
« Dieu est Vie, il est l'essence de la Vie, ou, si l'on préfère, l'essence de la vie est Dieu. Disant cela nous savons déjà ce qu'est Dieu, nous ne le savons pas par l'effet d'un savoir ou d'une connaissance quelconque, nous ne le savons pas par la pensée, sur le fond de la vérité du monde ; nous le savons et ne pouvons le savoir que dans et par la Vie elle-même. Nous ne pouvons le savoir qu'en Dieu. »
Dans l'œuvre de Michel Henry, le mot « essence », qu'il utilise assez fréquemment, désigne simplement le fondement, la source, l'origine et la condition de possibilité. La Vie dont il est question ici n'est pas la vie au sens biologique du terme définie par des propriétés objectives et extérieures, ni un concept philosophique abstrait et vide, mais la vie phénoménologique absolue, une vie radicalement immanente qui porte en elle le pouvoir de se manifester en elle-même sans distance, une vie qui se révèle elle-même à chaque instant,. Une manifestation de soi et une autorévélation qui ne consiste pas dans le fait de voir hors de soi ou de percevoir le monde extérieur, mais dans le fait de sentir et de se sentir soi-même, d'éprouver en soi sa propre réalité intérieure et affective.
Comme le dit également Michel Henry, « Dieu est cette Révélation pure qui ne révèle rien d'autre que soi, Dieu se révèle. La Révélation de Dieu est son auto-révélation » ,. Dieu est en lui-même révélation, il est « la Révélation primordiale qui arrache toute chose au néant », une révélation qui est « l'auto-révélation pathétique », c'est-à-dire la souffrance et l'auto-jouissance absolue de la Vie. Comme le dit l'apôtre Jean dans sa première épître, « Dieu est amour », parce que « la Vie s'aime elle-même d'un amour infini et éternel »,.
Michel Henry oppose à la notion de création, qui est la création du monde, la notion de génération de la Vie. La création du monde consiste dans l'ouverture de cet horizon d'extériorité où toute chose devient visible. Alors que la Vie ne cesse de s'engendrer elle-même et d'engendrer tous les vivants dans son immanence radicale, dans son intériorité phénoménologique absolue qui est sans écart ni distance,.
Le simple fait d'être vivant au sens phénoménologique du terme présuppose d'être engendré à chaque instant par cette Vie absolue qui ne cesse de nous donner la vie. C'est pour cela que Dieu est pour les chrétiens notre Père véritable et que nous sommes ses enfants, les Fils du Dieu vivant. Ce qui signifie concrètement qu'il est à l'œuvre en permanence en nous jusque dans la moindre de nos impressions subjectives.

#### Le mal ou l'auto-négation de la vie
Pour le philosophe Michel Henry, Dieu est la Vie invisible qui ne cesse de nous engendrer et de nous donner à nous-mêmes dans son auto-révélation pathétique. D'après sa philosophie du christianisme et d'après les textes fondateurs du christianisme, Dieu est Amour car la Vie s'aime elle-même d'un amour infini et éternel. Par conséquent la vie est bonne en elle-même. Mais le fait que la vie soit bonne ne provient pas d'un jugement de la pensée intentionnelle ou d'une quelconque science porté de l'extérieur sur la vie, il réside au contraire selon Michel Henry dans l'épreuve immédiate et immanente de la vie elle-même, ou plus précisément dans « le fait même de s'éprouver soi-même », dans « le bonheur de cette épreuve qui est sa jouissance de soi ».
Le mal correspond à tout ce qui nie ou porte atteinte à la vie, il trouve son origine dans ce que Michel Henry appelle « la mort », ou encore « la négation » ou « l'auto-négation de la vie »,,,. Cette « mort » est une mort intérieure, affective et spirituelle qui correspond à une séparation radicale de Dieu et de son amour infini, et qui consiste simplement dans le fait de ne pas aimer ou de mépriser la vie, dans le fait de vivre égoïstement comme si Dieu n'existait pas, comme s'il n'était pas notre Père à tous, et par conséquent comme si nous n'étions pas tous ses Fils ou ses Filles bien-aimés, comme si nous n'étions pas tous Frères ou Sœurs les uns des autres, générés par une même Vie,.
Le mal culmine dans la violence sans limite de la haine qui est à l'origine de toutes les formes de barbarie, de tous les crimes, de toutes les guerres et de tous les génocides qui ravagent le monde,. Mais le mal compris comme auto-négation de la vie est aussi l’origine commune de tous ces processus aveugles et de toutes ces abstractions mensongères qui conduisent tant d’hommes et de femmes dans la misère et dans l’exclusion. D'après Alain David, professeur de philosophie à Dijon, Michel Henry nous a donné les moyens de penser véritablement cette « atteinte sans limite à la vie » que l'on appelle « dans le droit politique d'après-guerre le "crime contre l'humanité" », ce qui est d'après lui « l'une des choses les plus importantes pour la philosophie d'aujourd'hui ».

#### L’art ou la résurrection de la vie éternelle
Pour le philosophe Michel Henry, l’art ou la contemplation de la beauté des œuvres d’art n’est pas « un domaine à part réservé aux snobs et aux initiés ». De même que la création artistique n’est pas réservée aux seuls artistes professionnels, elle est au contraire accessible à tous les êtres humains et à chaque individu en particulier. Pour lui, tout « homme est potentiellement et peut-être même nécessairement un peintre et un artiste », car la possibilité de peindre est inscrite fondamentalement en lui en raison de la vie intérieure, du sentiment de soi et de la sensibilité qu’il porte en lui, comme il l’explique dans son livre Voir l’invisible. Sur Kandinsky,. Mais aussi parce que nous vivons en permanence notre corps de l’intérieur, « coïncidant avec lui et avec l’exercice de chacun de ses pouvoirs : je vois, j’entends, je sens, je meus les mains et les yeux ».
D’après Michel Henry, le but fondamental de l’art d’une façon générale, et en particulier de la musique telle que la comprend le philosophe allemand  Arthur Schopenhauer ou de la peinture abstraite telle que la conçoit son fondateur Vassily Kandinsky, est simplement d’utiliser les moyens musicaux que sont les sons ou les notes de musique, ainsi que les moyens picturaux que sont les formes et les couleurs, pour exprimer « ce jaillissement intérieur continu de la vie » ou « son essence éternellement vivante » qu’est une émotion . C’est cette émotion ou cet ensemble d’émotions qu’il éprouve en lui, que l’artiste souhaite partager avec les autres et transmettre à l’auditeur ou qu’il cherche à éveiller chez le spectateur, au moyen de son œuvre musicale ou picturale, « cette profusion de la vie en lui, son intensification et son exaltation » .
Pour Michel Henry, qui reprend en effet dans ce livre Voir l’invisible. Sur Kandinsky ce qu’il considère comme étant « l’une des thèses les plus importantes de Schopenhauer », « la musique exprime immédiatement notre vie, c’est-à-dire nos sentiments ». Cette vie étant pour Schopenhauer un « Désir sans fin » qui la voue par conséquent de façon permanente à l’insatisfaction et au malheur, car il n’existe d’après lui aucun objet capable de la combler. L’existence humaine, qui est à la fois laminée et définie à ses yeux par un tel désir infini, est donc Souffrance .
Mais la musique exprime notre vie intérieure sans le recours à aucun monde extérieur ni à aucune représentation, elle le fait simplement en ordonnant les sons de façon à « reproduire l’histoire de notre existence malheureuse », une existence tourmentée qui aspire fondamentalement à retrouver l’apaisement ou « l’absence de trouble » et peut-être même le simple « bonheur de vivre », en traversant « la longue succession de ses désillusions et de ses chagrins ». C’est d’après Michel Henry la mélodie qui accomplit de façon immédiate cette « révélation de notre être souffrant » en s’éloignant du ton fondamental, ou qui permet au contraire « la réalisation ou la simple abolition du désir » par le retour à l’accord final. Et qui accomplit cette révélation au moyen du « pouvoir expressif de la musique », de son rythme à la fois lent et triste ou plus rapide et joyeux, et de « son aptitude miraculeuse à dévoiler le domaine immense de nos sentiments avec leurs nuances multiples » .
Mais pour Michel Henry, « un sentiment n’est jamais assimilable à un événement d’univers extérieur, à un fait individué dans l’espace et le temps, destiné à glisser dans le passé et à disparaître », à moins de le « confondre avec sa cause occasionnelle dans le monde » : un sentiment est au contraire d’après lui une « expérience originaire » de la vie elle-même, « c’est-à-dire d’une subjectivité absolue » dont l’affectivité réside précisément « dans le fait de s’éprouver soi-même immédiatement » ,.
De la même façon, pour le peintre et théoricien de l’art Vassily Kandinsky, la peinture abstraite n’a plus pour fonction de nous donner à voir ou de représenter le monde extérieur ou les objets qui s’y trouvent, comme c’était le cas avec la peinture figurative des XVIIIe et XIXe siècles, ce qui n’a le plus souvent pas beaucoup d’intérêt d’un point de vue esthétique ou émotionnel, mais au contraire, comme dans la musique, d’exprimer ou de nous « faire voir dans la lumière du visible » notre vie intérieure, nos sensations, nos passions et nos émotions .
Pour parvenir à exprimer les « sentiments invisibles » ou « les émotions cachées de notre âme », la peinture abstraite dispose simplement, d'après Michel Henry, des « éléments de base de toute peinture » que sont « les formes linéaires et les couleurs », que le peintre va disposer ou tracer sur la surface de la feuille de papier, du panneau en bois ou de la toile de lin qui lui sert de support matériel. Mais chaque ligne qui est concrètement tracée par l’artiste est fondamentalement, d'après Michel Henry, le produit d’une force subjective que celui-ci déploie de l’intérieur au moyen de son bras et de son corps subjectif tout entier à la surface du support, et qu’il exerce avec sa main sur son crayon ou sur son pinceau, avec douceur ou avec violence.
L’impression subjective, le « retentissement pathétique » ou l’effet intérieur et purement subjectif produit par ce trait ou par cette ligne sur la sensibilité de celles et de ceux qui prennent le temps de l’observer avec attention et qui font l’effort d’en suivre le mouvement avec le regard et avec la main, varie bien évidemment en fonction de l’épaisseur de cette ligne et de sa longueur, en fonction de sa courbure ou de ses brisures, mais aussi en fonction de son inclinaison ou de sa position par rapport au support matériel et par rapport aux autres formes voisines qui l’environnent.
De même que chaque couleur qu’il utilise pure, telle qu’elle sort de son tube de peinture, ou qu’il obtient en mélangeant entre elles plusieurs couleurs pures, est d’abord choisie d'après Michel Henry par le peintre ou par l’artiste en fonction de son pouvoir expressif ou émotionnel, un pouvoir qui résulte simplement de la « tonalité affective propre » de cette couleur, de sa « résonance intérieure » ou encore de sa « sonorité intérieure », comme le dit également Kandinsky. C’est-à-dire en fin de compte de l’« impression purement subjective » que cette couleur pure ou mélangée éveille en nous de façon immédiate, lorsque nous prenons le temps de la regarder plus attentivement que nous le faisons de façon habituelle dans une vision purement utilitaire, et lorsque nous la laissons simplement agir sur notre sensibilité ,.
Et comme l’écrit Michel Henry à propos de la contemplation des peintures abstraites ou figuratives de Kandinsky, à propos de ses dessins à l’encre ou de ses gravures sur bois, mais aussi de façon plus générale à propos de la contemplation de toute forme de peinture, de dessin, de gravure ou de sculpture possible : « Si donc nous sommes essentiellement force et affect, alors lignes et couleurs permettent l’émergence lumineuse de notre être le plus profond. » 
Pour Michel Henry comme pour Kandinsky, la véritable mission de l’art en général, et de la peinture ou de la musique en particulier, est simplement d’exercer une action « intérieure » ou « spirituelle » sur l’âme humaine, c’est-à-dire en réalité une action sur l’intériorité de la vie, sur l’affectivité et sur le sentiment qui nous habite en permanence. Une action spirituelle qui est fondamentalement de permettre aux hommes et aux femmes abandonnés de notre temps de retrouver en eux le « chemin de la vie éternelle » et « d’accéder au bonheur », au travers de l’affinement de notre sensibilité auditive ou visuelle, et de l’émerveillement que cette sensibilité « augmentée » ou plus affinée peut produire en chacun ou en chacune de nous, au contact des œuvres d’art,,.
Il s’agit donc fondamentalement de sauver les hommes et les femmes de notre temps de l’ennui ou de l’abandon, de la tristesse ou même du désespoir, dans lesquels ils se trouvent enfermés dans notre monde moderne, mais aussi de leur permettre « d’échapper à l’insupportable ennui de l’univers techno-médiatique, à ses drogues, à son excroissance monstrueuse, à sa transcendance anonyme ». Et donc de se retrouver eux-mêmes ou de se reconnecter à leur être intérieur et le plus profond, ce que Kandinsky considérait déjà comme « un moyen de salut » en 1912, avec la parution de son « premier grand travail théorique » sur l’art et sur la peinture, qu’il a intitulé Du spirituel dans l’art et dans la peinture en particulier,,.
Car la vie n’est pas seulement pour Michel Henry « une pure épreuve de soi », elle est aussi d’après lui et « comme sa conséquence immédiate, l’accroissement de soi ». Un « accroissement de soi » qui consiste simplement dans le fait de « s’éprouver soi-même plus intensément » et ainsi de « jouir de soi ». Car la vie n’est pas pour Michel Henry quelque chose de statique ou de figé, elle est au contraire d’après lui une sorte de mouvement intérieur et éternel, « l’éternel mouvement du passage de la Souffrance dans la Joie » . C’est pourquoi il évoque souvent dans ses écrits cette « vie agrandie » ou « magnifiée » à laquelle conduit la culture de la vie ,.
D’après Michel Henry, « l’épreuve que la vie fait de soi » ou le « sentiment de soi qui la livre à elle-même » est en effet « un Souffrir primitif » que l’art véritable ou que la culture authentique de la vie, comprise comme « auto-transformation » ou comme « auto-développement de la vie », peuvent conduire « dans la jouissance et dans l’ivresse de soi »,,. C’est précisément ce passage éternel et sans cesse recommencé du manque ou de l’insatisfaction, du Désir ou de la Souffrance vers une profonde Joie intérieure et vers un bonheur intérieur sans limite que Michel Henry appelle « la résurrection de la vie éternelle », en conclusion de son livre Voir l’invisible. Sur Kandinsky,.

### L’originalité de sa pensée
Toute la philosophie occidentale depuis ses origines grecques ne reconnaît selon Michel Henry que le monde visible et l’extériorité comme seul mode de manifestation. La philosophie occidentale est selon lui enfermée dans ce qu'il appelle dans l’Essence de la manifestation le « monisme ontologique » ; elle ignore complètement l’intériorité invisible de la vie, son immanence radicale et son mode de révélation originaire qui est irréductible à toute forme de transcendance et à toute extériorité,. Lorsqu’il est question de la subjectivité ou de la vie, celles-ci ne sont jamais saisies dans leur pureté, elles sont systématiquement ramenées à la vie biologique, à leur rapport extérieur au monde, ou comme chez Husserl à une intentionnalité c’est-à-dire à une orientation de la conscience vers un objet qui lui est extérieur.
Michel Henry rejette le matérialisme, qui n’admet comme réalité que la matière, puisque la manifestation de la matière dans la transcendance du monde présuppose constamment la révélation de la vie à elle-même, que ce soit pour y accéder, pour pouvoir la voir ou pour pouvoir la toucher. Il rejette également l’idéalisme, qui ramène l’être à la pensée et qui est incapable par principe de saisir la réalité de l’être qu’il réduit à une image irréelle, à une simple représentation. Pour Michel Henry, la révélation de l’absolu réside dans l’affectivité et se trouve constituée par elle.
La profonde originalité de la pensée de Michel Henry et sa nouveauté radicale par rapport à toute philosophie antérieure explique la réception assez limitée de sa philosophie, une philosophie pourtant « admirée » par les spécialistes pour « sa rigueur » et pour « sa profondeur »,,,. Mais il s’agit d’une pensée à la fois « difficile » et « exigeante », même si le thème central et unique de la vie phénoménologique dont elle cherche à communiquer l’expérience est ce qu’il y a de plus simple et de plus immédiat. Une immédiateté et une transparence absolue de la vie qui expliquent la difficulté de la saisir au moyen d’une pensée : il est beaucoup plus facile de parler de ce que l’on voit que de cette vie invisible qui échappe par principe à tout regard extérieur,.

### La réception de sa philosophie
Sa thèse sur L’Essence de la manifestation a été accueillie chaleureusement par les membres du jury qui ont reconnu la valeur intellectuelle et le sérieux de son auteur, pourtant cette thèse n’a guère eu d’influence sur leurs travaux ultérieurs, comme l'écrit Alain David : « Tous les membres du jury (sauf peut-être Jean Wahl) sont demeurés rivés, dans leurs travaux d’histoire de la philosophie ou de philosophie générale, à la notion d’horizon et au monde. De même pour les lecteurs ultérieurs, souvent admiratifs pourtant. Chacun reconnaît à l’œuvre sa puissance exceptionnelle, sans que cette reconnaissance ne vienne engager des remises en cause, voire générer des émules ou des disciples. » Et il ajoute qu’en comparaison avec le destin d’autres thèses célèbres, comme par exemple La phénoménologie de la perception, Les mots et les choses ou Totalité et infini, « L’essence de la manifestation reste un travail solitaire, mentionné mais rarement cité, et n’entrainant pas le bouleversement auquel on pourrait s’attendre. ».
Son ouvrage sur Marx a été rejeté par les marxistes qui étaient durement critiqués, comme par ceux qui refusaient de voir en Marx un philosophe et qui le réduisaient à un idéologue responsable du marxisme. Son livre sur La barbarie a été considéré par certains comme un discours « anti-scientifique » et « technophobe » un peu simpliste et trop tranchant,. Pourtant la technique poursuit d'après lui son développement aveugle et sans limite, le plus souvent au mépris de la sensibilité et de la vie réelle ou purement subjective des individus vivants.
C’est notamment sur ces présupposés henryens de la subjectivité au travail que Ghislain Deslandes a néanmoins bâti sa phénoménologie et sa « critique de la condition managériale ». Il nous explique en particulier que chez Michel Henry, « le travail se présente comme le pouvoir même de créer de la valeur et ne peut donc, en soi, être comparé à aucune autre valeur en particulier. Il est précisément le lieu où l’économie peut se penser depuis un dehors où se produit l’être de l’action elle-même. Nous sommes ici à l’opposé de l’analyse économique du travail, selon laquelle il est une valeur parmi d’autres, mais traitée en tant que grandeur négative – d’où la notion de désutilité, ou d’utilité négative, en économie. (...) Pour Michel Henry en revanche, le travail est conçu comme la condition de possibilité de toutes les formes d’organisation de l’économie, comme de l’univers économique lui-même. »
Le philosophe Renaud Barbaras critique la définition phénoménologique de la vie comme « auto-affection » que propose Michel Henry. D’après Renaud Barbaras, « la vie occupe [en effet] une place singulière au sein de la phénoménologie », que ce soit chez son fondateur Husserl, chez Heidegger, chez Merleau-Ponty ou chez Michel Henry. La vie est selon lui « au cœur des grandes phénoménologies », et finalement « ce qu’elles cherchent à penser ». Mais il est d’après lui bien difficile « de mettre en évidence un concept phénoménologique de la vie » chez ces auteurs, car « la vie n’est jamais pensée pour elle-même ». Ce qui supposerait en effet d’après lui de prendre en compte « l’activité d’un organisme vivant aux prises avec un milieu » extérieur ou avec son environnement . Même si dans sa phénoménologie de la vie, Michel Henry définit fondamentalement la vie comme « auto-affection pure », c’est-à-dire comme étant « par essence étrangère à l’extériorité ou à la transcendance », puisqu’elle se définit précisément, pour Michel Henry, « par le fait qu’elle ne se rapporte qu’à elle-même. » Une vie fondamentalement étrangère au monde, qui apparaît en fait à Renaud Barbaras comme étant « une vie exténuée » ou comme « une vie désertée par le vivant » .
Le philosophe Renaud Barbaras considère en effet que l’affect fondamental de la vie n’est pas ce que Michel Henry appelle « la plénitude de la vie », « l’étreinte de soi » ou encore « l’auto-affection », mais au contraire « la quête » ou « le désir » de l’autre, « la séparation » ou « l’hétéro-affection » . Un Désir qui se manifeste d’après lui de façon privilégiée dans « le désir amoureux ou tout simplement [dans] l’amour » . Pour Renaud Barbaras, l’essence de l’affectivité est en effet le désir, c’est-à-dire ce qui permet « l’accueil de tout contenu » ou « la forme même de la réceptivité » . Comme il le résume en une phrase, en conclusion de son chapitre sur Le désir comme essence du vivre : « En tant qu’elle est Désir, la vie est le lieu de tout sentir et de toute épreuve, elle est Affectivité » .
Catherine Meyor, Docteur en sciences de l’éducation à l’Université de Laval (Québec) qui enseigne les fondements de l’éducation, a écrit un livre fondamental sur L’affectivité en éducation, qui se base sur une approche phénoménologique de l’affectivité, et qui se fonde en grande partie sur l’œuvre philosophique de Michel Henry. Elle propose une critique des principales approches ou des perspectives actuelles de compréhension de l’affectivité dans le cadre de l’éducation : 1°) l’approche fonctionnelle ou behavioriste, pour laquelle la sensibilité ou l’individualité, l’existence ou la conscience ne possèdent aucune valeur méthodologique ; 2°) l’approche instrumentale ou cognitiviste, « qui réduit l’affectivité à un rôle d’outil ou de moyen », « d’instrument exclusivement scolaire mis au service du cognitif » au travers de la notion de motivation, et qui ne lui accorde en réalité aucune valeur propre ; 3°) et enfin l’approche thérapeutique ou curative qui est celle de la psychanalyse ou de la psychologie existentielle-humaniste, qui vise simplement « à soigner les troubles physiques et/ou psychiques d’un individu en vue de le guérir de ses maux », en occultant totalement la dimension proprement culturelle de la vie .
D’après Catherine Meyor, « les statuts fonctionnel, instrumental et thérapeutique semblent occulter, en partie ou en totalité, cette propriété pourtant incontournable et inaliénable dans l’expérience affective, son essence sensible. Cette éviction pose problème et ceci dans la mesure où nous inscrire dans l’expérience vécue nous laisse déjà percevoir l’évidence de la sensibilité ». Ce qui la conduit à formuler l’objectif principal et fondamental de son livre : « C’est à la valorisation de cette évidence que notre propos sera consacré ; retourner à la sensibilité nous fera cheminer discursivement dans une voie renouvelée de l’approche  de l’affectivité et vers l’énonciation de son statut sensible, pour l’heure encore informulé ». Comme l’écrit encore Catherine Meyor, en conclusion d’une section consacrée à la mise en question des approches éducatives de l’affectivité : « Cette subjectivité qui passe par les modes de la sensibilité pour se faire sentir et pour se vivre elle-même, qui est fondamentalement affectivité : sentiment et désir constitutifs du monde, qui est aussi le premier point de la culture, qui est présence pleine travaillant à sa propre amplification, qui s’excède aussi de soi-même, qui, en un mot classique, condense la « condition humaine », c’est là, en-deçà et au-delà de toute mode fonctionnelle et thérapeutique, ce qui nous intéresse, puisqu’aussi bien « dans » et qu’« après » les approches gestionnaires, elle reste intacte et brillante, inentamée par les procès de sa résolution. » 
Quant à ses ouvrages sur le christianisme, ils semblent avoir plutôt déçu certains théologiens professionnels et exégètes catholiques qui se sont contentés de relever et de corriger ce qu’ils considéraient comme des « erreurs dogmatiques ». Sa phénoménologie de la vie a fait l’objet d’un pamphlet dans Le tournant théologique de la phénoménologie française de la part de Dominique Janicaud qui ne voit dans l’immanence de la vie que « l’affirmation d’une intériorité tautologique ». Michel Haar lui a reproché son « dogmatisme métaphysique ». En revanche, Antoine Vidalin a publié en 2006 un livre intitulé La parole de la Vie dans la préface duquel le Professeur à l'Institut d'Études Théologiques de Bruxelles Jean-Marie Hennaux affirme que la phénoménologie de la vie de Michel Henry « permet une approche renouvelée de tous les domaines de la théologie » et que sa philosophie « permettra le renouvellement et l'approfondissement de nombreuses questions théologiques ».
Comparant la phénoménologie de Michel Henry à la métaphysique religieuse de Simone Weil, Emmanuel Gabellieri s'efforce de montrer que « le concept de Vie comme auto-affection, et de Dieu comme auto-jouissance d'une essentialité de la Vie avec elle-même » ne peut suffire à penser Dieu comme Amour trinitaire : la phénoménologie de Michel Henry ne connaît pas l'Esprit saint, et par suite se révèle incapable de penser, en Dieu d'abord, en l'homme ensuite, l'essence du don, « qui n'est pas seulement le don de l'être ou de la vie, mais le don de soi, immanent transcendant dont la phénoménalité implique ce qui la dépasse ». À Jean-Luc Marion, qui affirmait justement être gêné par « l'évacuation de la personne du Saint Esprit » dans la pensée henryenne du christianisme au colloque de Cerisy-la-Salle en 1996, Michel Henry répondait pourtant qu'il ne parlait que de cela dans son livre C'est moi la Vérité, car le Saint Esprit n'est rien d'autre à ses yeux que « l’intériorité réciproque du Père et du Fils dans l’unité phénoménologique de leur manifestation ».
Comme le dit Alain David dans un article paru dans la Revue philosophique de la France et de l'étranger (numéro 3 de juillet - septembre 2001), la pensée de Michel Henry semble trop radicale, elle change trop profondément les habitudes de penser, sa réception se fait difficilement, même si tous ses lecteurs se disent impressionnés par sa « puissance », par « l’effet sidérant » d’une pensée qui « déblaye tout sur son passage », qui « provoque l’admiration » et qui pourtant « n’emporte pas la conviction ». Car on ne sait pas si l’on est confronté à « la violence d’une parole prophétique ou à une pure folie ». Rolf Kühn affirme également dans cette même revue, pour expliquer la difficile réception de l’œuvre de Michel Henry, que « si l’on ne pactise avec aucun pouvoir de ce monde, on se soumet inévitablement au silence et aux critiques de tous les pouvoirs possibles, puisqu’on rappelle à toute institution que son pouvoir visible ou apparent n’est, en somme qu’une impuissance, car personne ne s’apporte lui-même dans la vie phénoménologique absolue ».
Ses ouvrages ont fait l’objet de nombreuses traductions, notamment en anglais, en allemand, en espagnol, en italien, en portugais et en japonais. Un nombre important d’ouvrages lui ont été consacrés, surtout en français, mais aussi en allemand, en espagnol et en italien. Plusieurs colloques internationaux ont également été consacrés à la pensée de Michel Henry à Beyrouth, Cerisy, Namur, Prague, Montpellier, Paris et Louvain-la-Neuve en 2010 . Michel Henry est considéré par les spécialistes qui connaissent son œuvre et qui en reconnaissent la valeur comme l’un des philosophes contemporains les plus importants ,,, et sa phénoménologie de la vie commence à « faire école ». Un Centre d’études Michel Henry a été créé à l’Université Saint-Joseph de Beyrouth sous la direction du Professeur Jad Hatem.
Depuis 2006, les archives du philosophe ont été déposées par son épouse Anne à l'Université catholique de Louvain, où elles forment désormais le Fonds d'archives Michel Henry, placé sous la direction du Professeur Jean Leclercq. Une publication annuelle, intitulée Revue internationale Michel Henry, est également éditée par ce fonds en collaboration avec les Presses universitaires de Louvain depuis l'année 2010.
Une lettre d'information henryenne, principalement en français et intitulée La gazette d'Aliahova (en référence à la ville d'Aliahova décrite dans le roman de Michel Henry L'Amour les yeux fermés), est publiée chaque mois par Roland Vaschalde depuis 2010. Cette publication permet de se tenir informé régulièrement des articles, des livres, des cours, des colloques et des rencontres autour de la pensée de Michel Henry.

## Quelques aperçus de sa philosophie

### Sur la phénoménologie et la vie

#### L’essence de la manifestation (1963)
Ce livre sur L’essence de la manifestation est un ouvrage particulièrement long et dense, souvent très technique et d’un accès difficile, puisqu’il fait plus de 900 pages,. Il est donc en principe plutôt destiné aux étudiants en philosophie, aux spécialistes et aux philosophes professionnels. La longue introduction de ce livre difficile est consacrée au problème philosophique fondamental de l’être de l’ego.
Le problème de l’être de l’ego
Dans son livre fondamental sur L’essence de la manifestation, Michel Henry cherche à mettre en lumière et à comprendre d’un point de vue philosophique et phénoménologique (et non pas seulement d’un point de vue psychologique, auquel manque justement tout « fondement philosophique ») quel est « le sens de l’être de l’ego », c’est-à-dire ce que nous entendons précisément lorsque nous disons au sujet de nous-même : « moi, je »,. Le véritable objet d’une recherche première et fondamentale n’est cependant pas pour Michel Henry l’ego lui-même, mais « l’être dans et par lequel l’ego peut surgir à l’existence et acquérir son être propre ». Michel Henry affirme que la philosophie première se confond avec une ontologie universelle, car l’ontologie est la science qui étudie l’être en général, et qu’elle est nécessairement universelle puisque son objet n’est pas telle chose en particulier ou tel genre de choses, mais ce qui les conditionne toutes également,.
Dans ses Méditations métaphysiques, Descartes a entrepris une recherche philosophique première, c’est-à-dire libre de tout préjugé et de toute tradition historique. L’ego cogito (ou l’affirmation « je pense, donc je suis ») est une évidence irrécusable ou une vérité première, il est donc pour Michel Henry le point de départ et le véritable commencement de la connaissance,. La conscience qui se manifeste dans le cogito n’est pas seulement d’après Michel Henry une région d’être, mais l’être lui-même, l’être absolu ou plus précisément « le fondement de l’être en général ». Cet « ego absolu » n’est rien d’autre en réalité pour Michel Henry que la vie transcendantale elle-même, considérée comme l’origine de tout ce qui est donné à la conscience dans la transcendance.
Le problème de l’être de l’ego est en fait identique selon Michel Henry à celui de savoir comment l’ego peut devenir un « phénomène », c’est-à-dire surgir devant nous dans la lumière du monde, sous la forme d’un « champ transcendantal » compris comme étant « l’origine de l’être, de ses divers sens et de ses diverses structures ». La réduction phénoménologique ou epoché, qui suppose de mettre entre parenthèses tout ce que nous voyons et toutes les choses que nous sentons avec nos sens, c’est-à-dire l’œuvre de la transcendance, pour ne retenir que le pur fait d’apparaître, est précisément pour Michel Henry la « méthode "radicale" qui permet la saisie du moi pur et la vie qui lui appartient en tant que vie transcendantale, à laquelle le monde est immanent à titre de composante intentionnelle »,. La « transcendance » est la puissance qui déploie l’horizon de visibilité où tout être peut se manifester et ainsi devenir un « phénomène »,.
Pourtant l’ego ne devient pas d’après Michel Henry un « phénomène » en devenant « visible » dans la transcendance du monde, mais au contraire en demeurant en permanence dans une « sphère d’immanence radicale ». L’immanence est d’après lui une révélation pure ou une révélation originaire qui ne doit rien à l’œuvre de la transcendance,. Le fondement ou l’essence de la manifestation est pour Michel Henry une « révélation originaire immanente » qui se réduit à une « pure présence à soi-même », même si une telle présence demeure « invisible », puisqu’elle n’apparaît jamais dans l’extériorité du monde visible,,. Le but de ce travail de Michel Henry sur l’essence de la manifestation est « de montrer qu’il existe une connaissance absolue » qui ne dépend d’aucun progrès philosophique ou autre, et qui est « le milieu même de l’existence, l’essence de la vie ».

#### Phénoménologie matérielle (1990)
La « phénoménologie matérielle » est un autre nom par lequel Michel Henry désignait sa phénoménologie radicale de la vie, au développement de laquelle il a consacré l’ensemble de son œuvre philosophique. L’objet de la phénoménologie matérielle est par conséquent l’étude phénoménologique de la vie subjective des individus vivants saisie dans sa réalité pathétique et affective comme impression pure. Comme il l’écrit en effet en introduction de ce livre Phénoménologie matérielle : « Radicaliser la question de la phénoménologie, ce n'est pas seulement viser la phénoménalité pure, c'est interroger le mode selon lequel elle se phénoménalise originellement, la substance, l'étoffe, la matière phénoménologique dont elle est faite—sa matérialité phénoménologique pure. Telle est la tâche de la phénoménologie matérielle ».
Ce livre de Michel Henry sur la phénoménologie matérielle est constitué de trois études qui traitent de « la question de la phénoménologie », et qui la reposent chacune à sa façon. La première étude s’efforce de montrer comment la phénoménologie matérielle se distingue de la phénoménologie classique ou historique à propos du problème du temps, qui permet à Husserl de « penser comment se manifeste la conscience à elle-même, c’est-à-dire la phénoménalité elle-même ». Un problème auquel il recherche la solution dans l’intentionnalité, qui livre d’après Michel Henry l’auto-révélation de la subjectivité absolue à l’« anonymat » en la privant « de tout statut phénoménologique assignable ».
La deuxième étude, qui est consacrée à « la méthode phénoménologique », cherche à montrer que la phénoménologie classique ou historique se trouve dans « l’impossibilité de produire une connaissance théorique de la subjectivité absolue » et qu’elle apporte ainsi selon Michel Henry « la preuve que la vie transcendantale se dérobe à toute approche intentionnelle, à l’évidence et à la "vue pure" de la réduction phénoménologique ». Le cheminement « extraordinaire » suivi inconsciemment par la pensée de Husserl pour essayer de surmonter l’aporie à laquelle il s’est trouvé confronté est d’après Michel Henry « la démonstration éclatante du statut inexstatique de la vie », c’est-à-dire du fait qu’elle ne se manifeste jamais dans l’extériorité d’un voir.
La troisième étude regroupe deux textes de Michel Henry qui sont consacrés au problème philosophique fondamental de l’« expérience d’autrui » et de la communauté. D’après lui, cette expérience d’autrui et par conséquent la relation aux autres ne repose pas sur l’intentionnalité ou sur « l’ouverture à l’altérité d’un monde », mais au contraire sur la vie qui fournit paradoxalement « le milieu où s’accomplit toute intersubjectivité possible ». Car c’est dans « l’épreuve d’une subjectivité radicalement immanente que la vie parvient en soi », les individus ne peuvent communiquer entre eux que pour autant qu’ils sont vivants et qu’ils possèdent une origine ou « une naissance commune, une même essence ».

### Sur le corps et la subjectivité

#### Philosophie et phénoménologie du corps (1965)
Les différents systèmes philosophiques s'accordaient tous, malgré la diversité de leurs théories concernant le corps, sur la doctrine décisive de l'appartenance au monde de l'être du corps. Le premier et l'unique philosophe qui a compris la nécessité de déterminer originairement ou fondamentalement notre corps comme un corps subjectif est Maine de Biran, que Michel Henry qualifie de « prince de la pensée », et qui mérite selon lui d'être considéré « au même titre que Descartes et Husserl, comme l'un des véritables fondateurs d'une science phénoménologique de la réalité humaine »,.
Pour Maine de Biran, l'être ou la réalité de l'ego ne réside pas dans l'immobilisme d'une pensée-substance, comme dans cas du cogito de Descartes, mais dans l'expérience intérieure d'un effort personnel et purement subjectif dans son accomplissement. C'est avec cet effort personnel et purement subjectif que commence et finit, selon Maine de Biran, l'être même du moi ou sa réalité intérieure. L'être ou la réalité véritable de l'ego n'est donc plus réduit à une pure pensée dont la nature se limite à la connaissance extérieure de l'étendue et à la contemplation du monde extérieur. Pour Maine de Biran, l'ego est d'abord un pouvoir qui se manifeste dans l'effort subjectif qu'il accomplit à chaque instant, si bien que le cogito n'a pas pour lui la signification d'être un « je pense », mais au contraire celle d'être un « je peux »,.
La profondeur de la philosophie de Maine de Biran réside selon Michel Henry dans l'affirmation que l'être véritable du mouvement, mais aussi de l'action et du pouvoir de l'ego est précisément celui d'un cogito ou d'une subjectivité vivante. Cette thèse a d'après Michel Henry des conséquences philosophiques et ontologiques infinies. En affirmant ainsi l'appartenance de l'être véritable du mouvement à ce que Michel Henry appelle la « sphère d'immanence absolue de la subjectivité », Maine de Biran nous propose en réalité « une théorie entièrement nouvelle » de la façon dont la connaissance du mouvement nous est donnée. Cette connaissance du mouvement est celle de l'expérience personnelle et immanente que chacun fait de son propre corps subjectif et de sa propre vie. Le mouvement nous est donc connu d'une façon à la fois intérieure et immédiate, qui relève par conséquent d'une certitude absolue.
Michel Henry est finalement amené au terme de sa réflexion à distinguer trois corps différents : 1) L'être originaire du corps subjectif, qui est le corps absolu de la subjectivité révélé dans l'expérience interne du mouvement, et qui possède le pouvoir immédiat de mouvoir ses organes et connait ce pouvoir d'un savoir intérieur et immanent ; ce corps subjectif est un « je peux » fondamental et son être est une pure révélation de soi. 2) Le corps organique, qui est le terme immédiat et mouvant du corps subjectif, ou plutôt l'ensemble des termes sur lesquels le mouvement a prise ; il s'agit du milieu transcendant qui cède à l'effort de notre mouvement ; il est divisé en différentes masses transcendantes dont l'unité intérieure est assurée par le corps subjectif. 3) Le corps transcendant ou objectif, qui se manifeste dans le monde extérieur, où il apparaît avec la signification d'être le mien ; le corps objectif peut faire le thème d'une recherche scientifique ; c'est le seul corps que connaît la tradition philosophique,.
Pour Michel Henry, le monde correspond à la totalité des contenus de toutes les expériences que peut vivre ou éprouver notre corps subjectif, il est en réalité le terme ou la limite de tous les mouvements réels, possibles et imaginables que nous pouvons accomplir. Le pouvoir d'agir, que Michel Henry appelle aussi habitude, correspond finalement à la possibilité réelle et concrète qu'un monde nous soit donné, il s'agit d'une « possibilité de connaissance en général ». Le monde est le terme ou l'aboutissement de tous nos pouvoirs subjectifs et de toutes nos habitudes, et c'est pour cette raison que nous en sommes véritablement les habitants. Le corps n'est cependant pas un savoir instantané, il est au contraire un savoir permanent qui coïncide avec notre existence elle-même, si bien que l'on peut dire que le corps subjectif est tout entier mémoire. Comme le souligne Michel Henry, « l'habitude est le fondement de la mémoire », ce qui signifie que l'être originaire du corps subjectif est une « possibilité de connaissance en général », c'est-à-dire un savoir ou un souvenir du monde en son absence, ainsi qu'une mémoire immanente de ses formes.

#### Généalogie de la psychanalyse (1985)
Michel Henry a fait une étude de la genèse historique et philosophique de la psychanalyse à la lumière de la phénoménologie de la vie dans son livre Généalogie de la psychanalyse, le commencement perdu, dans lequel il montre que la notion freudienne d’inconscient résulte de l’incapacité de Freud, son fondateur, à penser l’essence de la vie dans sa pureté comme affectivité et comme auto-affection. La représentation refoulée n’est pas de l’inconscient, elle n’est simplement pas formée : l’inconscient n’est qu’une représentation vide, il n’existe pas, ou plutôt le véritable inconscient, c’est la vie elle-même dans sa réalité pathétique. Et ce n’est pas le refoulement qui provoque l’angoisse, dont l’existence tient au seul fait de pouvoir ou de pouvoir agir, mais l’énergie psychique ou la libido inemployée. Quant à la notion de conscience, elle signifie simplement le pouvoir de voir, elle n’est qu’une conscience d’objet qui conduit à une subjectivité vide.

#### Le livre des Morts (livre inachevé)
Le prochain livre que Michel Henry projetait d’écrire devait s’intituler Le Livre des Morts et devait traiter de ce qu’il appelait la « subjectivité clandestine ». Un thème qui évoque la condition de la vie dans le monde moderne et qui fait aussi allusion à son engagement dans la Résistance et à son expérience personnelle de la clandestinité.

### Sur l'économie et la politique

#### Marx (1976)
Michel Henry a fait un travail important sur Karl Marx, qu’il considère paradoxalement comme l'un des premiers penseurs chrétiens et comme l’un des plus grands philosophes de l’Occident, du fait de l'importance qu'il accorde dans sa pensée au travail vivant, à la force productive subjective et à l'individu vivant—la praxis—en lequel il voit le fondement de la réalité économique,. La raison pour laquelle la véritable pensée de Marx a été si mal comprise et si mal interprétée tient à l’ignorance complète des écrits philosophiques fondamentaux de cet auteur dans la constitution de la doctrine officielle du marxisme du fait de leur publication très tardive, par exemple en 1932 seulement pour L’idéologie allemande,.
Mais l’ignorance des textes philosophiques de Marx trouve sa raison profonde dans la négation de la subjectivité opérée par le marxisme et ce, dès sa naissance, car le marxisme n’est autre que la répétition de l'hégélianisme, philosophie de l’objectivité réductrice de l’individu au devenir effectif de l’absolu tel que l'entend Hegel et à sa manifestation dans le milieu de lumière de l’extériorité ek-statique. La lecture henryenne de Marx commence ainsi par la mise entre parenthèses du marxisme, que Michel Henry considère comme étant « l'ensemble des contresens qui ont été faits sur Marx », ce qui le rattache aux marxiens.
Ce travail sur Marx a été publié en deux tomes intitulés respectivement Marx I. Une philosophie de la réalité et Marx II. Une philosophie de l’économie.
Sa lecture de Marx a cependant fait l'objet de polémiques : le  philosophe français Jacques Derrida l'aurait sévèrement critiquée[source insuffisante], tandis que le philosophe français d'inspiration marxiste Lucien Sève l'aurait jugée « aberrante »[source insuffisante].
De l'analyse de Marx découle une transposition du concept d'aliénation économique vers le politique. Le politique, oubliant sa fondation au sein des individus pour voir sa fin en lui-même, aliène l'individu entendant le réduire au général, à l'objectivation[source insuffisante].

#### Du communisme au capitalisme (1990)
Le communisme et le capitalisme ne sont pour Michel Henry que les deux visages d’une même mort, qui consiste en une même négation de la vie. Le communisme élimine la vie individuelle au profit d’abstractions universelles comme la société, le peuple, l’histoire ou les classes sociales,. Le Marxisme est d'après Michel Henry une forme de fascisme, c’est-à-dire une doctrine qui procède de l’abaissement de l’individu dont elle considère l’élimination comme légitime,. Tandis que le capitalisme substitue des entités économiques telles que l’argent, le profit ou l’intérêt aux besoins véritables de la vie.
Le capitalisme reconnaît cependant la vie comme source de la valeur, le salaire étant la représentation objective du travail réel subjectif et vivant. Mais le capitalisme cède progressivement la place à l’exclusion de la subjectivité par la technique moderne, qui remplace le travail vivant par des processus techniques automatisés, éliminant du même coup le pouvoir de créer de la valeur et ainsi la valeur elle-même : les biens sont produits en abondance, mais le chômage augmente et l’argent manque constamment pour les acheter,. Ces thèmes sont développés dans son livre Du communisme au capitalisme, théorie d’une catastrophe.
Le titre initial de ce livre devait être La mort aux deux visages, mais ce titre a été refusé par l'éditeur « pour des raisons évidentes d'actualité internationale », comme le confiait Michel Henry dans un entretien avec Olivier Salazar-Ferrer paru en 1991 dans la revue Agones,.

#### Le socialisme selon Marx (2008)
Ce petit livre posthume de 100 pages environ de Michel Henry est une introduction à la lecture de son livre bien plus complet et bien plus volumineux sur Marx en 1000 pages et en 2 importants volumes publié en 1976. Il est composé du texte de plusieurs articles ou conférences de Michel Henry consacrés au thème du socialisme tel que le comprend Marx, tout d’abord une « introduction à la pensée de Marx », dans laquelle Michel Henry nous propose de « lire Marx pour la première fois », d’en faire une lecture philosophique qui consiste simplement à faire un « retour aux intuitions originelles de Marx » et à revivre en nous ces intuitions philosophiques fondamentales,,. Et surtout de « prendre Marx au sérieux », en abandonnant la grille de lecture marxiste, qui « fait écran, d’après lui, entre Marx et nous », en raison notamment de l’occultation par le marxisme des « déterminations subjectives individuelles et concrètes » et de leur remplacement par des « masses transcendantes » et par des « abstractions » comme « la société, l’histoire, la classe, l’Etat, la production, la consommation, etc… »,,.
Michel Henry propose également, dans ce premier article, de « distinguer, très  schématiquement, trois groupes de textes » dans les écrits de Marx : tout d’abord « les écrits de jeunesse rédigés jusqu’en 1845 » dans lesquels Marx se détache progressivement de la philosophie de Hegel et de Feuerbach en faisant une critique radicale de leurs concepts idéologiques d’homme, d’aliénation ou d’individu, qui ne sont pour Marx que de simples représentations « dans un acte de la pensée », pour nous reconduire à « la vie concrète [et donc purement subjective] de l’individu réel » ; ensuite « les textes historico-politiques » comme Le manifeste du parti communiste ou La lutte des classes « qui ont donné naissance au marxisme », qui n’a donc retenu de l’œuvre de Marx « que ce qui pouvait être utile à l’action politique et à ses problèmes »  ; et enfin « les textes économiques ou plutôt économico-philosophiques » comme les Grundrisse et Le Capital, où sont élaborés « les concepts fondamentaux de la pensée de Marx » et qui forment d’après Michel Henry une véritable « philosophie première », qui s’oppose radicalement à l’hégélianisme comme au marxisme,,.
Dans le second article de ce petit livre, qui est intitulé « La vie, la mort : Marx et le marxisme », Michel Henry s’efforce de dissocier soigneusement « la philosophie de la praxis subjective et vivante » de Marx dans laquelle la vie est « essentiellement dynamisme, mouvement, effort, tension et dépassement de soi »,, du marxisme ou « des idéologies et des régimes où la vie s’est perdue elle-même », et que Michel Henry considère comme n’étant rien d’autre en réalité que « de la mort »,,. L’échec économique et politique du marxisme, qui a conduit par exemple la Russie des années 1920 à la « dictature politique » et à la « faillite économique », n’est pas du tout pour Michel Henry une conséquence de la « pensée propre de Marx », mais résulte au contraire d’après lui de « la méconnaissance » et de « l’incompréhension » de la véritable pensée de Marx.
Dans le troisième article de ce livre, qui s’intitule « Forces productives et subjectivité » , Michel Henry nous explique en particulier que pour Marx, « la valeur est produite exclusivement par le travail subjectif et vivant » dans le capitalisme, qui est par définition « le système de la valeur, de son développement et de son maintien »,, et que dans le capitalisme également, « la subjectivité forme l’essence de la production », c’est-à-dire son fondement ou sa condition de possibilité. Même si la vie se « retire progressivement de la production pour être rendue à elle-même » au travers du « libre développement des individualités » et de « leurs besoins spirituels » dans « un univers [véritablement] socialiste à venir », « car nous assistons, selon lui et d’après Marx, à la fin de l’économie marchande » en raison de l’élimination progressive ou tendancielle du « travail subjectif et vivant » du procès de production par les machines et par la technique moderne,,.
Pour Michel Henry, une société véritablement socialiste est en effet « 1° une société de surabondance, 2° dans laquelle la praxis vivante n’est plus occupée à la production ». Michel Henry oppose de façon radicale le véritable socialisme tel que le comprend Marx, dans lequel la « surabondance » ne désigne rien d’autre que la « liberté » de la « praxis vivante » et des individus, à sa réduction à la « socialisation des moyens de production » dans l’idéologie marxiste, qui ne conduit le plus souvent qu’à « la pénurie sur le plan matériel » et dont le contenu se réduit dans la pratique seulement à « la police » et à « la bureaucratie » ,. Pour Michel Henry, le véritable socialisme selon Marx dérive nécessairement du capitalisme et de son inhérente « contradiction interne » qui résulte justement de cette « exclusion réciproque de la subjectivité et de la production », c’est-à-dire en définitive de cette élimination progressive de la subjectivité vivante de la production alors même qu’elle en est le véritable fondement,.

### Sur la culture et sur la barbarie

#### La barbarie (1987)
Dans son essai La Barbarie (1987), largement inspiré de la Krisis de Husserl, Michel Henry s’interroge sur le lien qui existe entre la barbarie et la science ou la technique modernes, à partir de leur opposition à la culture comprise comme auto-développement de la sensibilité ou de la vie intérieure et purement subjective des individus vivants. La science se fonde en effet sur l’idée d’une vérité universelle et comme telle objective, qui conduit à l’élimination des qualités sensibles du monde, c'est-à-dire en réalité à l'élimination de la sensibilité et de la vie,. La science n’est pas mauvaise en soi aussi longtemps qu’elle se borne à étudier la nature, mais elle tend à exclure toutes les formes traditionnelles de culture, à savoir l’art, l’éthique et la religion. La science livrée à elle-même conduit à la technique dont les processus aveugles se développent d’eux-mêmes de façon monstrueuse sans référence à la vie.
La science est une forme de culture dans laquelle la vie se nie elle-même et se refuse toute valeur, elle est une négation pratique de la vie, qui se prolonge dans une négation théorique sous la forme de toutes les idéologies qui ramènent tout savoir possible à celui de la science, à savoir les sciences humaines dont l’objectivité même les prive de leur objet : que valent des statistiques face au suicide, que disent-elles de l'angoisse et du désespoir dont il procède, ? Ces idéologies ont envahi l’université et la précipitent vers sa destruction par l’élimination de la vie de ses recherches et de son enseignement. La télévision est la vérité de la technique, elle est la pratique par excellence de la barbarie, elle réduit tout événement à l’actualité, à des faits incohérents et insignifiants,.
Cette négation de la vie résulte selon Michel Henry de la « maladie de la vie », de son secret mécontentement de soi qui la conduit à se nier elle-même, à se fuir elle-même pour fuir son angoisse et sa propre souffrance,. Dans le monde moderne, nous sommes presque tous condamnés dès notre enfance à fuir notre angoisse et notre propre vie dans la médiocrité de l’univers médiatique, une fuite de soi et un mécontentement qui conduisent à la violence, au lieu de recourir aux formes traditionnelles les plus élaborées de la culture qui permettaient le dépassement de cette souffrance et sa transformation en joie,. La culture subsiste malgré tout, mais dans une sorte d’incognito, elle est vouée à la clandestinité dans notre société matérialiste qui est en train de sombrer dans la barbarie.

#### Voir l'invisible, sur Kandinsky (1988)
Michel Henry s'est beaucoup intéressé à la peinture ancienne et à la grande peinture classique qui précède la figuration scientiste des XVIIIe et XIXe siècles, mais aussi à des créations abstraites comme celles du peintre Vassily Kandinsky. Michel Henry lui a consacré un livre intitulé Voir l’invisible, sur Kandinsky où il décrit son œuvre en des termes admiratifs qui traduisent son émerveillement. Il analyse dans cet ouvrage les écrits théoriques de Kandinsky sur l’art et sur la peinture dans leur dimension spirituelle et culturelle comme moyen d’accroissement de soi et d’affinement de la sensibilité du spectateur.
Il explore également les moyens de la peinture que sont les formes et les couleurs, il étudie leurs effets sur la vie intérieure de celui ou celle qui les regarde émerveillé(e) en suivant les analyses rigoureuses et presque phénoménologiques qu’en propose Kandinsky. Il explique que toute forme de peinture susceptible de nous émouvoir est en réalité abstraite, c’est-à-dire qu’elle ne se contente pas de reproduire le monde, mais cherche à exprimer cette « force invisible » et cette « vie invisible » que nous sommes selon lui. Il évoque aussi la grande pensée de Kandinsky qui est la synthèse des arts, leur unité dans l’art monumental ainsi que la dimension cosmique de l’art.

### Sur la religion et le christianisme

#### C’est moi la Vérité (1996)
Dans C’est moi la Vérité, pour une philosophie du christianisme, Michel Henry confronte sa phénoménologie de la vie aux textes fondateurs du christianisme : la Vie s’aime elle-même d’un amour infini et ne cesse de s’engendrer elle-même, elle ne cesse d’engendrer chacun de nous comme son Fils ou sa Fille bien-aimés dans le présent éternel de la vie. La Vie n’est pas autre chose que cet absolu d’amour que la religion appelle Dieu,. C’est pourquoi la Vie est sacrée et c’est pour cela que personne n’a le droit d’agresser autrui ou de porter atteinte à sa vie. La Vie est donc pour Michel Henry le véritable fondement de l'éthique et la source unique ou l'origine cachée et voilée de toutes les valeurs humaines, qu'elles soient d'ordre éthique, morale ou religieuse,.
Le problème du mal est donc simplement pour Michel Henry celui de la « mort » intérieure et phénoménologique des individus apparemment ou extérieurement « vivants » qui le font, c'est-à-dire en réalité de leur « dégénérescence » intérieure, affective ou spirituelle de cette condition originelle de Fils de Dieu, lorsque la vie qu'ils portent en eux se « tourne contre soi » ou se « retourne contre elle-même » dans les grands phénomènes de la haine et du ressentiment,,. Car comme le dit Jean dans sa première épître, celui qui n'aime pas demeure dans la mort tandis que quiconque aime est né de Dieu. Le commandement d’aimer n’est pas une loi éthique, mais la Vie elle-même.
Cet ouvrage propose également une phénoménologie du Christ, qui est compris comme étant le Premier Vivant. Le vivant est simplement ce qui parvient en soi dans cette pure révélation de soi ou auto-révélation qu’est la Vie. C’est sous la forme d’une Ipséité effective et singulière que la Vie ne cesse de s’engendrer elle-même. Elle ne cesse d’advenir sous la forme d’un Soi singulier qui s’étreint lui-même, qui s’éprouve lui-même et qui jouit de soi, et que Michel Henry appelle le Premier Vivant. Ou encore l’Archi-Fils puisqu’il habite l’Origine et le Commencement lui-même, et qu’il est engendré dans le procès même dans lequel le Père s’engendre lui-même.
Michel Henry nous explique dans ce livre que le but de la venue du Christ dans le monde est de rendre le Père véritable manifeste aux hommes, et ainsi de les sauver de l’oubli de la Vie dans lequel ils se tiennent,. Un oubli qui les conduit selon lui à se croire faussement à l’origine de leurs propres pouvoirs, de leurs propres plaisirs et de leurs propres sentiments, et à vivre dans le manque terrifiant de ce qui donne pourtant chaque ego à lui-même. La plénitude de la vie et le sentiment de satisfaction qu’elle apporte selon lui cèderait alors la place à la grande Déchirure, au Désir qu’aucun objet ne peut combler, à la Faim que rien ne peut apaiser,.

#### Incarnation (2000)
Dans son livre Incarnation, une philosophie de la chair, Michel Henry commence par opposer la chair vivante et sensible, telle que nous l’éprouvons en permanence de l’intérieur, au corps matériel et inerte, tel que nous pouvons le voir de l’extérieur, semblable aux autres objets que l’on trouve dans le monde. La chair ne correspond pas du tout dans sa terminologie à la partie molle de notre corps matériel et objectif, par opposition aux os par exemple, mais à ce qu’il appelait dans ses livres antérieurs notre corps subjectif,. Pour Michel Henry, un objet ne possède pas d’intériorité, il n’est pas vivant, il ne se sent pas lui-même et ne sent pas qu’on le touche, il ne fait pas l’expérience subjective d’être touché.
Après avoir situé le problème difficile de l’incarnation dans une perspective historique en remontant à la pensée des Pères de l'Église, il fait dans cet ouvrage une relecture critique de la tradition phénoménologique qui aboutit au renversement de la phénoménologie,. Il propose ensuite d’élaborer une phénoménologie de la chair qui conduit à la notion de chair originaire non constituée mais donnée dans l’archi-révélation de la Vie, ainsi qu’une phénoménologie de l’Incarnation.
Michel Henry affirme dans cet ouvrage que bien qu’elle soit traditionnellement comprise comme le siège du péché, la chair est aussi pour le christianisme le lieu du salut, qui consiste en la déification de l’homme, c’est-à-dire dans le fait de devenir Fils de Dieu, de revenir à la Vie éternelle et de renaître à la Vie absolue que nous avions oubliée en nous perdant dans le monde, en ne nous souciant que des choses et de nous-mêmes,,. Dans la faute, affirme-t-il, nous faisons l’expérience tragique de notre impuissance à faire le bien que l’on voudrait faire et de notre incapacité à éviter le mal.
Ainsi face au corps magique de l’autre, c’est le désir angoissé de rejoindre la vie en lui qui conduit à la faute,. Dans la nuit des amants, l’acte sexuel accouple deux mouvements pulsionnels, mais le désir érotique échoue selon lui dans son désir d’atteindre le plaisir de l’autre là où il est éprouvé, dans une fusion amoureuse totale. La relation érotique se double cependant d’après lui d’une relation affective pure, étrangère à l’accouplement charnel, une relation faite de reconnaissance réciproque ou d’amour. C’est cette dimension affective qui est niée selon lui dans cette forme de violence qu'est la pornographie, qui arrache la relation érotique au pathos de la vie pour la livrer au monde, et qui consiste en une véritable profanation collective de la vie,.

#### Paroles du Christ (2002)
Comme il le dit dans son dernier livre Paroles du Christ, c’est dans le cœur que parle la vie, dans son auto-révélation pathétique immédiate, mais ce cœur est aveugle à la Vérité, il est sourd à la parole de Vie, il est dur et égoïste, et c’est de lui que vient le mal,. C’est dans la violence de son auto-révélation silencieuse et implacable, qui porte témoignage contre cette vie dégénérée et contre le mal qui en provient, que se tient le Jugement qui est identique à la venue de chaque Soi en lui-même et auquel nul ne peut échapper,.

## Description de quelques livres

### Sur l'économie et la politique
- Du communisme au capitalisme, théorie d'une catastrophe : L'effondrement des régimes communistes de l'Est correspond à la faillite d'un système qui prétendait nier la réalité de la vie au profit d'abstractions faussement universelles. Mais la mort est aussi au rendez-vous dans l'empire du capitalisme et de la technique moderne[310].

### Sur la culture et sur la barbarie
- La barbarie : La culture, qui est l'auto-développement de la vie, est menacée dans notre société par la barbarie de l’objectivité monstrueuse de la technoscience, dont les idéologies rejettent toute forme de subjectivité, tandis que la vie est condamnée à fuir son angoisse dans l'univers médiatique[311].
- Voir l'invisible, sur Kandinsky : L'art peut sauver de son désarroi l'homme abandonné de notre civilisation technique, et lui permettre de se retrouver lui-même. C’est cette quête spirituelle qui a conduit Kandinsky à la création de la peinture abstraite. Il ne s'agit plus de représenter le monde mais notre vie intérieure, au moyen de lignes et de couleurs qui correspondent à des forces et à des sonorités intérieures[312].

### Sur la religion et le christianisme
- C'est moi la Vérité, pour une philosophie du christianisme : Ce livre met en évidence le genre de vérité que le christianisme cherche à transmettre aux hommes. Le christianisme oppose à la vérité du monde la Vérité de la Vie, selon laquelle l'homme est le Fils de Dieu. L'autorévélation de la Vie qui s'éprouve elle-même dans son intériorité invisible est l'essence de Dieu qui fonde tout individu. Dans le monde, Jésus a l'apparence d'un homme, mais c'est dans la Vérité de la Vie qu’il est le Christ, le Premier Vivant[313].
- Incarnation, une philosophie de la chair : La chair vivante s’oppose radicalement au corps matériel. Car c'est la chair qui, s'éprouvant soi-même, jouissant de soi selon des impressions toujours renaissantes, est capable de sentir le corps qui lui est extérieur, de le toucher et d'être touchée par lui. C'est la chair qui nous permet de connaître le corps. La parole fondamentale du prologue de l’Évangile de Jean, qui dit que le Verbe s’est fait chair, affirme cette thèse invraisemblable que Dieu s’est incarné dans une chair mortelle semblable à la nôtre, elle affirme l’unité du Verbe et de la chair dans le Christ. Qu’est-ce que la chair pour être le lieu de la révélation de Dieu, et en quoi consiste cette révélation[314] ?
- Paroles du Christ : L'homme peut-il entendre dans son propre langage la parole de Dieu, une parole qui parle dans un autre langage que le sien ? Les paroles du Christ semblent à beaucoup d’une prétention démesurée car elles ne prétendent pas seulement transmettre la vérité ou une révélation divine, mais être elle-même cette Révélation et cette Vérité, la Parole de Dieu lui-même, de ce Dieu que le Christ dit être lui-même[315].

### Thème de ses romans
- Le Jeune Officier : Ce premier roman de Michel Henry évoque la lutte d’un jeune officier contre le mal incarné par des rats sur un navire.
- L'Amour les yeux fermés : Ce roman qui a obtenu le prix Renaudot est le récit de la destruction d’une ville arrivée au sommet de son développement et son raffinement et qui est atteinte par un mal insidieux.
- Le Fils du roi : Ce livre est l’histoire de la vie enfermée dans un hôpital psychiatrique et confrontée à la rationalité des psychiatres.
- Le Cadavre indiscret : Dans ce roman, Michel Henry nous raconte l’inquiétude des assassins du trésorier occulte et trop honnête d’un parti politique, qui financent une enquête pour savoir ce que l’on sait vraiment d’eux et pour se rassurer.

## Œuvres

### Œuvres philosophiques
- L’Essence de la manifestation, Paris, PUF, coll. « Épiméthée », 1963
- Philosophie et Phénoménologie du corps, Paris, PUF, coll. « Épiméthée », 1965
- Marx, Paris, Gallimard, coll. « Bibliothèque des idées », 1976
- Généalogie de la psychanalyse. Le commencement perdu, Paris, PUF, coll. « Épiméthée », 1985
- La Barbarie, Paris, Grasset, 1987
- Voir l'invisible, sur Kandinsky, Paris, Éditions Françoise Bourin, 1988
- Phénoménologie matérielle, Paris, PUF, coll. « Épiméthée », 1990
- Du communisme au capitalisme. Théorie d'une catastrophe, Paris, Odile Jacob, 1990
- C'est moi la vérité. Pour une philosophie du christianisme, Paris, Seuil, 1996
- Vie et Révélation, Beyrouth, Publications de la Faculté des Lettres et des Sciences humaines de l'Université Saint-Joseph, 1996
- Incarnation. Une philosophie de la chair, Paris, Seuil, 2000
- Paroles du Christ, Paris, Seuil, 2002

#### Ouvrages posthumes
- Auto-donation. Entretiens et conférences, Éditions Prétentaine, 2002, réédition Beauchesne, 2004
- Le bonheur de Spinoza, PUF, collection "Epiméthée", 2003
- Phénoménologie de la vie :
  - Tome I. De la phénoménologie, PUF, collection "Epiméthée", 2003
  - Tome II. De la subjectivité, PUF, collection "Epiméthée", 2003
  - Tome III. De l’art et du politique, PUF, collection "Epiméthée", 2003
  - Tome IV. Sur l’éthique et la religion, PUF, collection "Epiméthée", 2004
  - Tome V, PUF, collection "Epiméthée", 2015
- Entretiens, Éditions Sulliver, 2005
- Le Socialisme selon Marx, Éditions Sulliver, 2008
- Pour une phénoménologie de la vie - entretien avec Olivier Salazar-Ferrer, suivi de Perspectives sur la phénoménologie matérielle par Grégori Jean & Jean Leclercq, Éditions de Corlevour, 2010.

### Œuvres littéraires
- Le Jeune Officier, Paris, Gallimard, coll. « Blanche », 1954
- L'Amour les yeux fermés, Paris, Gallimard, coll. « Blanche », 1976 — Prix Renaudot 1976
- Le Fils du roi, Paris, Gallimard, coll. « Blanche », 1981
- Le Cadavre indiscret, Paris, Albin Michel, 1996.

#### Monographies en français
- Paul Audi : Michel Henry : Une trajectoire philosophique, Les Belles Lettres, 2006
- Anne Devarieux : L'intériorité réciproque : l'hérésie biranienne de Michel Henry, éd. Jérôme Millon, 2018
- Ghislain Deslandes, Critique de la condition managériale, PUF, 2016.
- Olivier Ducharme : Michel Henry et le problème de la communauté : pour une communauté d'habitus, Paris, éd. L'Harmattan, 2013
- Gabrielle Dufour-Kowalska : 
  - Michel Henry, un philosophe de la vie et de la praxis, Vrin, 1980, réédition 2000
  - L’Art et la sensibilité. De Kant à Michel Henry, Vrin, 1996
  - Michel Henry, passion et magnificence de la vie, Beauchesne, 2003
  - Logos et absolu : Relire la phénoménologie du christianisme de Michel Henry, Presses Universitaires de Louvain, 2016
- Hugues Dusausoit : Nihilisme et philosophie de la vie : Une étrange connivence dans l'œuvre de Michel Henry, Presses Universitaires de Namur, 2016
- Raphaël Gély
  - Rôles, action sociale et vie subjective. Recherches à partir de la phénoménologie de Michel Henry, éd. Peter Lang, 2007
  - Imaginaire, perception, incarnation. Exercice phénoménologique à partir de Merleau-Ponty, Henry et Sartre, Bruxelles, éd. Peter Lang, 2012
- Matthieu Giroux, L'Oubli de la vie : Michel Henry face au monde moderne, RN Editions, 2022
- Jad Hatem
  - Critique et affectivité. Rencontre de Michel Henry et de l’orient, Université Saint Joseph, Beyrouth, 2001
  - L’Art comme autobiographie de la subjectivité absolue. Schelling, Balzac, Henry, éd. Orizons, 2009
  - Le Sauveur et les viscères de l’être. Sur le gnosticisme et Michel Henry, Paris, L’Harmattan, 2004. Christ et intersubjectivité chez Marcel, Stein, Wojtyla et Henry, Paris, L’Harmattan, 2004.
- Dominique Janicaud : Le tournant théologique de la phénoménologie française, Éditions de l'éclat, 1991
- Grégori Jean, Force et temps. Essai sur le "vitalisme phénoménologique" de Michel Henry, Paris, éd. Hermann, "Philosophie", 2015
- Rolf Kühn
  - Radicalité et passibilité. Pour une phénoménologie pratique, éd. L’Harmattan, 2004
  - Individuation et vie culturelle. Pour une phénoménologie radicale dans la perspective de Michel Henry, Leuven, éd. Peeters, 2012
  - L'abîme de l'épreuve. Phénoménologie matérielle en son archi-intelligibilité, Bruxelles, éd. Peter Lang, 2012.
- Sébastien Laoureux : L'immanence à la limite. Recherches sur la phénoménologie de Michel Henry, Éditions du Cerf, 2005
- Vincent Moser : Memento Mori. le Temps, la Mort, la Vie Selon Michel Henry, Presses universitaires de Louvain, 2017
- Raymond Oillet
  - Connaissance du matin. Pour une vie poétique : libre essai, Édilivre, 2018
  - Un mouvement et un repos. La question de soi, Édilivre, 2020
- Jean Reaidy
  - Michel Henry, la passion de naître : méditations phénoménologiques sur la naissance, Paris, éd. L’Harmattan, 2009
  - Naissance mystique et divinisation chez Maître Eckhart et Michel Henry, Paris, éd. L’Harmattan, 2015
- Frédéric Seyler, Barbarie ou Culture : L’éthique de l’affectivité dans la phénoménologie de Michel Henry, Paris, éditions Kimé, Collection "Philosophie en cours", 2010
- Jean-Sébastien Strumia, A l'horizon de la Parole. La théologie au défi de la phénoménologie de la vie de Michel Henry, Paris, Editions du Cerf, Collection "Cogitatio Fidei", 2021
- Roland Vaschalde
  - À l'Orient de Michel Henry, Paris, éd. Orizons, 2014
  - Épreuve de soi et vérité du monde : depuis Michel Henry, Paris, éd. Orizons, 2016
  - Suivant Michel Henry, Paris, éd. L'Harmattan, 2022
- Antoine Vidalin
  - La parole de la vie. La phénoménologie de Michel Henry et l’intelligence chrétienne des Écritures, éd. Parole et silence, 2006
  - Acte du Christ et actes de l'homme. La théologie morale à l’épreuve de la phénoménologie de la vie, éd. Parole et silence, 2012
  - L'éthique de la vie, éd. Desclée De Brouwer, 2017
  - Personne ! L'existence numérique ou la négation de la chair, Artège, 2021

#### Livres collectifs en français
- Jean-Michel Longneaux (éd.) (Actes du colloque de Namur 1999) : Retrouver la vie oubliée. Critiques et perspectives de la philosophie de Michel Henry, Presses Universitaires de Namur, 2000
- Alain David et Jean Greisch (éd.) (Actes du Colloque de Cerisy 1996) : Michel Henry, l’épreuve de la vie, Éditions du Cerf, 2001
- Jad Hatem (dir.) : Michel Henry, la parole de vie, L’Harmattan, 2003
- Philippe Capelle (éd.) : Phénoménologie et Christianisme chez Michel Henry, Éditions du Cerf, 2004
- Collectif (Actes du colloque de Montpellier 2003) : Michel Henry. Pensée de la vie et culture contemporaine, Beauchesne, 2006
- Jean-Marie Brohm et Jean Leclercq (conception et direction du dossier) : Michel Henry, Les Dossiers H, Éditions l'Âge d'Homme, 2009
- Olivier Salazar-Ferrer, Michel Henry - Pour une phénoménologie de la vie - Entretien avec Olivier Salazar-Ferrer, Éditions de Corlevour, 2010
- A. Jdey, R. Kühn (dir.), Michel Henry et l’affect de l’art. Recherches sur l’esthétique de la phénoménologie matérielle, Leiden, Brill Academic Publishers, 2011
- Grégori Jean, Jean Leclercq, Nicolas Monseu (éd.) (Actes du colloque de Louvain-la-Neuve 2010), La vie et les vivants. (Re-)lire Michel Henry, collection Empreintes philosophiques, Presses Universitaires de Louvain, 2013
- Grégori Jean, Jean Leclercq (éd.), Lectures de Michel Henry. Enjeux et perspectives, collection Empreintes philosophiques, Presses Universitaires de Louvain, 2014
- Olivier Ducharme et Pierre-Alexandre Fradet, Une vie sans bon sens. Regard philosophique sur Pierre Perrault (en lien avec Nietzsche, Bourdieu, Henry, Meillassoux), préface de Jean-Daniel Lafond, Montréal, Nota bene, Collection Philosophie continentale, 2016
- Jean-Sébastien Hardy et Jean Leclercq (dir.), Paul Ricœur et Michel Henry: Entre héritages et destinées phénoménologiques, Presses universitaires de Louvain, 2016
- Jean Leclercq et Christophe Perrin (dir.), Genèse et structure de L'Essence de la manifestation, Hermann, 2017
- Jean Leclercq et Yoann Malinge (dir.), Michel Henry. Une philosophie radicale, Presses Universitaires de Louvain, 2024.

#### Articles divers en français
- Michel Ratté : "La signification et l'enjeu de l'ouvrage sur Marx de Michel Henry", dans Olivier Clain (dir.), Marx, Philosophe, Québec, Éditions Nota bene, 2009, pp. 339-413
- "Un Marx méconnu : la subjectivité individuelle au coeur de la critique de l'économie politique", entretien de juin 1996 avec Philippe Corcuff et Natalie Depraz, publié initialement dans la revue ContreTemps (éditions Textuel), n° 16, avril 2006, pp. 159–170, republié sur le site de réflexions libertaires Grand Angle, 13 septembre 2013
- Philippe Corcuff : "Le Marx hérétique de Michel Henry : fulgurances et écueils d'une lecture philosophique", Actuel Marx, n° 55, 2014, pp. 132–143

#### Livres en langues étrangères
- (de) Rolf Kühn : Leiblichkeit als Lebendigkeit. Michel Henrys Lebensphänomenologie absoluter Subjektivität als Affektivität, Alber, 1992
- (en) Dominique Janicaud, et al.: Phenomenology and the Theological Turn: The French Debate, Fordham University Press, 2001
- (de) Rolf Kühn et Stefan Nowotny : Michel Henry. Zur Selbstentfaltung des Lebens und der Kultur, Alber, 2002
- (es) Mario Lipsitz : Eros y Nacimiento fuera de la ontología griega : Emmanuel Levinas y Michel Henry, Prometeo, 2004
- (es) Juan Pablo Martínez: "El sufrimiento en la Vida: Reflexiones en torno a la esencia humana a partir de Michel Henry", Apeiron Ediciones, 2022.

- (it) Gioacchino Molteni : Introduzione a Michel Henry. La svolta della fenomenologia, Mimesis, 2005
- (it) Emanuele Marini : Vita, corpo e affettività nella fenomenologia di Michel Henry, Citadella, 2005
- (en) Michael O'Sullivan : Michel Henry: Incarnation, Barbarism and Belief – An Introduction to the work of Michel Henry, Peter Lang, 2006
- (it) Ivano Liberati : Dalla barbarie alla vita come auto-manifestazione. La proposta fenomenologica di Michel Henry, Aracne, 2010
- (en) Michelle Rebidoux: The Philosophy of Michel Henry: A French Christian Phenomenology of Life, Edwin Mellen Press, 2012